# Bourdelles
Bourdelles är en kommun i departementet Gironde i regionen Nouvelle-Aquitaine i sydvästra Frankrike. Kommunen ligger i kantonen La Réole som tillhör arrondissementet Langon. År 2022 hade Bourdelles 99 invånare.

## Befolkningsutveckling
Antalet invånare i kommunen Bourdelles
Referens:INSEE